# Peter Fonda
Peter Henry Fonda (ur. 23 lutego 1940 w Nowym Jorku, zm. 16 sierpnia 2019 w Los Angeles) – amerykański aktor, scenarzysta oraz reżyser filmowy i telewizyjny. Pochodził z aktorskiej rodziny – syn Henry’ego, brat Jane, ojciec Bridget.

## Życiorys

### Wczesne lata
Urodził się w Nowym Jorku jako syn aktora Henry’ego Jaynesa Fondy (ur. 16 maja 1905, zm. 12 sierpnia 1982) i finansistki Frances Sophii z domu Seymour (ur. 14 kwietnia 1908, zm. 14 kwietnia 1950). Jego starsza siostra Jane (ur. 21 grudnia 1937) została aktorką i aktywistką. Z pierwszego małżeństwa matki miał siostrę przyrodnią Frances de Villers Brokaw (1931–2008). Kiedy miał dziesięć lat, jego matka popełniła samobójstwo w szpitalu psychiatrycznym Craig House w nowojorskim Beacon.
Kiedy miał 11 lat, przypadkowo postrzelił się w żołądek i prawie umarł. Przez kilka miesięcy przebywał w Nainital, zanim powrócił do zdrowia. Kilka lat później powrócił do tego incydentu z Johnem Lennonem i George Harrisonem, biorąc LSD. Powiedział: „Wiem, jak to jest być martwym”. To stało się źródłem inspiracji piosenki The Beatles „She Said She Said” (1966).
Studiował aktorstwo w Omaha Community Playhouse w Omaha w stanie Nebraska. W 1954 ukończył Fay School w Southborough. W latach 1957–1960 uczęszczał na University of Nebraska Omaha. W 1960 dołączył do Omaha Community Playhouse, gdzie zaczynało swoją karierę wielu aktorów, włącznie z jego ojcem i Marlonem Brando.

### Kariera
W 1961 zadebiutował na Broadwayu w przychylnie ocenionej przez krytyków roli szeregowego Roberta Oglethorpe w spektaklu Blood, Sweat and Stanley Poole w Morosco Theatre. W 1962 wystąpił w przedstawieniu Under the Yum Yum Tree w nowojorskim Mineola Playhouse. Na wielkim ekranie zadebiutował jako dr Mark Cheswick w komedii romantycznej Universal Tammy i doktor (Tammy and the Doctor, 1963) z Sandrą Dee. Za rolę Weavera w dramacie wojennym Carla Foremana Zwycięzcy (The Victors, 1963) był nominowany do nagrody Złotego Globu jako Nowy Gwiazdor Roku. Robert Rossen, który wyreżyserował uhonorowanego Oscarem Gubernatora (All the King’s Men), zaangażował go do roli Stephena Evshevsky, pacjenta chcącego popełnić samobójstwo w dramacie Lilith (1964) u boku Warrena Beatty, Jean Seberg, Kim Hunter i Gene’a Hackmana. W melodramacie Młodzi kochankowie (The Young Lovers, 1964) z Nickiem Adamsem grał główną rolę studenta sztuki, a w komediowym westernie Wanda Nevada (1979) z Brooke Shields był hazardzistą Beaudrayem Demerille.
Sławę przyniósł mu Swobodny jeździec (Easy Rider, 1969), w którym nie tylko zagrał jedną z głównych ról, ale był także współtwórcą scenariusza i współproducentem filmu. Zrealizowane wspólnie z Dennisem Hopperem dzieło, opowiadające o podróży dwóch motocyklistów przez Południe USA w burzliwych latach 60., szybko zyskało status filmu kultowego. Stał się bohaterem piosenki „She Said She Said” (1966) Beatelsów. W 1966 został aresztowany za udział w antywojennej demonstracji.
Miał na koncie dwie nominacje do Oscara, za scenariusz Swobodnego jeźdźca i główną rolę Ulyssesa „Ulee” Jacksona w Złocie Uleego (1997), za którą otrzymał także Złoty Glob dla najlepszego aktora w filmie dramatycznym. Za rolę Franka O’Connora w Showtime Pasja Ayn Rand (The Passion of Ayn Rand, 1999) otrzymał Złoty Glob dla najlepszego aktora drugoplanowego w serialu, miniserialu lub filmie telewizyjnym z.

## Życie prywatne
Był trzykrotnie żonaty. W 1960 roku poznał Susan Jane Brewer, z którą się ożenił 8 października 1961. Z tego małżeństwa urodziło się dwoje dzieci: córka Bridget (ur. 27 stycznia 1964) i syn Justin (ur. 9 lipca 1966). 16 kwietnia 1972 rozwiedli się. 11 listopada 1975 roku poślubił Portię Rebeccę Crockett. W 2011 doszło do rozwodu. W 1989 roku romansował z Veruschką von Lehndorff. 19 czerwca 2011 ożenił się z Margaret DeVogelaere.
Zmarł 16 sierpnia 2019 w swoim domu w Los Angeles w wieku 79 lat z powodu problemów z oddychaniem. Przedtem zmagał się z rakiem płuc i w ostatnim czasie swojego życia regularnie bywał hospitalizowany.

## Filmografia

Peter Fonda i Patty McCormack w 1962 roku

### Filmy fabularne
- 1964: Lilith jako Stephen Evshevsky
- 1967: Podróż (The Trip) – Paul Groves
- 1969: Swobodny jeździec (Easy Rider) – Wyatt
- 1971: Wynajęty człowiek (The Hired Hand) – Harry Collings
- 1974: Brudna Mary, świrus Larry (Dirty Mary, Crazy Larry) – Larry
- 1975: Wyścig z diabłem (Race with the Devil) – Roger March
- 1976: Zabójcza siła (Killer Force) – Bradley
- 1978: Gangsterzy szos (High-Ballin' ) – Rane
- 1981: Wyścig armatniej kuli (Cannonball Run) – Chief Biker (rola cameo)
- 1994: Kaliber 45 (Love and a .45) – Vergil Cheatham
- 1996: Ucieczka z Los Angeles (Escape from Los Angeles) – Pipeline
- 1996: W rytmie serca (Grace of My Heart) – Guru Dave
- 1997: Złoto Uleego (Ulee's Gold) – Ulee Jackson
- 1999: Angol (The Limey) – Terry Valentine
- 2007: Ghost Rider – Mefistofeles
- 2007: Gang dzikich wieprzy (Wild Hogs) – Damien Blade
- 2007: 3:10 do Yumy (3:10 to Yuma) – Byron McElroy
- 2009: Święci z Bostonu 2: Dzień Wszystkich Świętych (The Boondock Saints II: All Saints Day) – Rzymianin
- 2015: Kongresmen (The Runner)

### Seriale TV
- 1964: Spotkanie z Alfredem Hitchcockiem jako Verge Likens
- 2007: Ostry dyżur jako Pierce Tanner
- 2011: CSI: Kryminalne zagadki Nowego Jorku jako William Hunt
- 2011: Hawaii Five-0 jako Jesse Billings

## Nagrody
- Złoty Glob
  - Najlepszy aktor w filmie dramatycznym: 1998 Złoto Uleego
  - Najlepszy aktor drugoplanowy w serialu, miniserialu lub filmie telewizyjnym: 2000 Pasja Ayn Rand